# Rússia e as armas de destruição em massa
A Rússia possui um número estimado, no mínimo em 10.950 ogivas nucleares, dos quais 6.950 são estrategicamente operacionais. Os Estados Unidos tem uma estimativa total de 7.700 ogivas nucleares dos quais 1.950 são estrategicamente operacionais. O número exato de armas nucleares em posse de cada país é um segredo nacional. Além da armas nucleares, a Rússia declarou um arsenal de 39.967 toneladas de armas químicas em 1997, dos quais 57% foram destruídos. A União Soviética ratificou o Protocolo de Genebra, em 5 de abril de 1928, com reservas. As reservas foram retiradas mais tarde em 18 de janeiro de 2001. A Rússia também é signatária da Convenção sobre as Armas Biológicas e a Convenção sobre as Armas Químicas. A União Soviética tinha um estoque no auge de 45.000 ogivas nucleares em 1988. Estima-se que de 1949 a 1991 a União Soviética produziu aproximadamente 55.000 ogivas nucleares.

## Armas nucleares

### História

#### Era pós-soviética
Na dissolução da União Soviética, em 1991, as armas nucleares soviéticas foram implantadas em quatro das novas repúblicas: Rússia, Ucrânia, Bielorrússia e Cazaquistão. Em maio de 1992, esses quatro estados assinaram o Protocolo de Lisboa, concordando em aderir ao Tratado de Não Proliferação de Armas Nucleares, com a Rússia a sucessora da União Soviética como um Estado nuclear, e os outros três estados ingressem como Estados não nucleares.

### Arsenal nuclear da Rússia
Os números exatos de ogivas nucleares continuam a ser um assunto de estimativas e constantes discussões em curso dependendo de sua respectiva fonte. A Federação de Cientistas Americanos estima que a Rússia possui 4.650 ogivas nucleares ativas, enquanto os Estados Unidos têm 2.468. Alexander Khramchikhin, analista do Instituto de Análise Política e Militar disse que a Rússia tem 3.100 ogivas nucleares, enquanto os Estados Unidos têm cerca de 5.700. De acordo com dados de 2011 os números do Tratado New START, os Estados Unidos têm o maior número de armas nucleares implantadas no mundo, 300 a mais do que a Rússia.
Meados de 2007, estimou que a Rússia tem cerca de 3.281 ogivas nucleares estratégicas ativas em seu arsenal. A Rússia também tem um grande número de armas nucleares tácticas, apesar que não existem requisitos do tratado para que publique dados sobre essas armas para que os números exatos são desconhecidos. Uma estimativa de Hans M. Kristensen e Robert Norris estimam que a Rússia tem cerca de 2.000 ogivas táticas implantadas. Forças nucleares estratégicas da Rússia incluem:
1. Foguetes estratégicos em terra: 89 mísseis carregados com até 1788 ogivas; são disparados de silos, como SS-18 Satan, e sistemas de disparados móveis, como o SS-27 Topol M.
2. Frota Estratégica no mar: 12 submarinos que transportam até 609 ogivas; que devem ser capazes de disparar, num futuro próximo, os mísseis como o SS-N-30 Bulava.
3. Força aérea: 79 bombardeiros que transportam até 884 mísseis de cruzeiro.

Em julho de 2009, o arsenal estratégico da Rússia teria reduzido para 2.723 ogivas, incluindo: 67 ICBM com 1.248 ogivas, 13 SSBN com 591 ogivas e 76 bombardeiros com 884 ogivas.

### Armas nucleares na doutrina militar russa
De acordo com a doutrina militar russa que afirmou em 2010, as armas nucleares poderiam ser usadas pela Rússia "em resposta ao uso de armas nucleares e outras de armas de destruição em massa contra a Rússia ou seus aliados, e também em caso de ataques contra a Rússia com o uso de armas convencionais, quando a própria existência do Estado da Rússia estiver ameaçada".
Apenas o Presidente da Rússia está autorizado a lançar um ataque nuclear, o que é feito através de uma maleta conhecida como Cheget, que é carregada por um funcionário que está sempre por perto. A função exata da maleta é a de transmitir as ordens do uso de armas nucleares aos centros de comandos militares. A Cheget foi desenvolvida durante o governo de Yuri Andropov, mas só entrou em operação a partir de 1985, quando Mikhail Gorbatchov subiu ao poder. Todavia, o uso de armas nucleares deve ser confirmado pelo Ministro da Defesa e pelo Chefe do Estado-Maior das Forças Armadas - cada um também tem em seu poder uma Maleta Cheget.

### Proliferação nuclear
Após a Guerra da Coreia, a União Soviética transferiu tecnologia nuclear e armas para a República Popular da China como adversário dos Estados Unidos e a OTAN. De acordo com Ion Mihai Pacepa, "processo de proliferação nuclear de Khrushchev começou com a China comunista, em abril de 1955, quando o novo governante no Kremlin consentiu em fornecer Pequim uma bomba atômica de amostra e para ajudar com sua produção em massa. Posteriormente, a União Soviética construiu todos os elementos essenciais da nova indústria nuclear militar da China."
A Rússia é um dos cinco "estados com armas nucleares" (NWS), sob o Tratado de Não Proliferação Nuclear (TNP), que a Rússia ratificou (como a União Soviética), em 1968.
Após a dissolução da União Soviética, em 1991, uma série de ogivas nucleares da era soviética permaneceram nos territórios da Bielorrússia, Ucrânia e Cazaquistão. Sob os termos do Protocolo de Lisboa ao TNP, e na sequência do Acordo Trilateral de 1995 entre Rússia, Bielorrússia, e os Estados Unidos, estes foram transferidos para a Rússia, deixando a Rússia como o único herdeiro do arsenal nuclear soviético. Estima-se que a União Soviética tinha aproximadamente 45.000 armas nucleares armazenadas no momento de seu colapso.
O colapso da União Soviética permitiu um aquecimento das relações com a OTAN. O medo de um holocausto nuclear diminuiu. Em setembro de 1997, o ex-secretário do Conselho de Segurança da Rússia Alexander Lebed afirmou que 100 armas nucleares "do tamanho de malas" estavam desaparecidas. Ele disse que estava tentando ver o inventário das armas quando ele foi demitido pelo presidente Boris Iéltsin, em outubro de 1996. Em 2005, Sergey Sinchenko, um legislador do Yulia Tymoshenko Bloc, disse que 250 armas nucleares estavam desaparecidas. Ao comparar os documentos de armas nucleares transferidas da Ucrânia para as armas recebidas pela Rússia, houve uma discrepância de 250 armas. De fato, vários políticos dos Estados Unidos expressaram preocupações e prometeram regulamentar e enfrentar a ameaça.
Em 2002, os Estados Unidos e a Rússia concordaram em reduzir seus arsenais a um máximo de 2.200 ogivas cada um no tratado SORT. Em 2003, os Estados Unidos rejeitaram as propostas da Rússia para reduzir ainda mais os estoques nucleares de cada país para 1.500. Rússia, por sua vez, recusou-se a discutir a redução de armas nucleares tácticas.
A Rússia está ativamente em produção e desenvolvimento de novas armas nucleares. Desde de 1997 fabrica ICBM Topol-M (SS-27).
Houve alegações de que a Rússia contribuiu para o programa nuclear norte-coreano, vendendo equipamentos para o armazenamento e transporte seguro de materiais nucleares. No entanto, a Rússia condenou os testes nucleares da Coreia do Norte desde então.
De acordo com um oficial de alto escalão desertor russo Sergei Tretyakov do SVR, um empresário disse que ele mantém a sua própria bomba nuclear em sua datcha nos arredores de Moscou.

### Acusações de sabotagem nuclear da Rússia
Um desertor de alto escalão do GRU Stanislav Lunev descreveu supostos planos soviéticos para a utilização de armas nucleares táticas para sabotagem contra os Estados Unidos em caso de guerra. Ele descreveu as armas nucleares em malas de fabricação soviética identificada como RA-115 (ou RA-115-01 armas submersíveis) que pesam 22-27 kg. Estas bombas portáteis podem durar por muitos anos, se ligados a uma fonte elétrica. "No caso de haver uma perda de energia, há uma bateria de reserva. Se a bateria estiver fraca, a arma tem um transmissor que envia uma mensagem codificada por satélite ou diretamente para um posto do GRU em uma embaixada ou consulado russo."
Lunev foi pessoalmente à procura de esconderijos das armas na área do Vale do Shenandoah. Ele disse que "é surpreendentemente fácil para contrabandear armas nucleares para os Estados Unidos", através da fronteira mexicana ou usando um pequeno míssil de transporte embora sem ser detectado quando lançado de um avião russo. Congressista dos Estados Unidos Curt Weldon fez reclamações de Lunev, mas "Weldon disse mais tarde ao FBI desacreditado Lunev, dizendo que ele exagerava as coisas." Pesquisas das áreas identificadas por Lunev admitim que ele nunca plantou nenhuma arma nos Estados Unidos, "mas as autoridades de aplicação da lei nunca encontraram tais esconderijos das armas, com ou sem armas nucleares portáteis" nos Estados Unidos.

## Armas biológicas
Programa soviético de armas biológicas foi inicialmente desenvolvido pelo Ministério da Defesa da União Soviética (entre 1945 a 1973).
A União Soviética assinou a Convenção sobre as Armas Biológicas em 10 de abril de 1972, e ratificou o tratado em 26 de março de 1975. Desde então, o programa de armas biológicas foi executado principalmente pela agência Biopreparat "civil", embora também incluiu numerosas instalações soviéticas administradas pelo Ministério da Defesa, Ministério da Agricultura, Ministério da Indústria Química, Ministério da Saúde e Academia Soviética de Ciências.
De acordo com Ken Alibek, que era vice-diretor do Biopreparat, a agência de armas biológicas soviética, e que fugiu para os Estados Unidos em 1992, as armas foram desenvolvidas nos laboratórios em áreas isoladas da União Soviética, incluindo instalações de mobilização em Omutininsk, Penza e Pokrov e instalações de pesquisa em Moscou, Stirzhi e Vladimir. Estas armas foram testadas em várias instalações na maioria das vezes na "Ilha do Renascimento" (Vozrozhdeniya) no Mar de Aral, disparando as armas para o ar acima dos macacos amarrados a postes, os macacos, então, ser monitorado para determinar os efeitos. De acordo com Alibek, embora o programa ofensiva soviética foi oficialmente encerrado em 1992, a Rússia poderia estar continuam as atividades proibidas por BWC.
Em 1993, a história sobre o vazamento de antraz em Sverdlovsk foi publicado na Rússia. O incidente ocorreu quando esporos de antraz foram liberados acidentalmente a partir de uma instalação militar na cidade de Sverdlovsk (anteriormente, e agora Ecaterimburgo) 900 km a leste de Moscou em 2 de abril de 1979. O surto da doença que se seguiu resultou em 94 pessoas infectadas, 64 dos quais morreram em um período de seis semanas.

## Armas químicas
A Rússia assinou a Convenção de Armas Químicas em 13 de janeiro de 1993, e ratificou em 5 de novembro de 1997. A Rússia declarou um arsenal de 39.967 toneladas de armas químicas em 1997 consistem em:
- Agente blister: Lewisite, gás mostarda, mistura de lewisite-gás mostarda (HL)
- Agente nervoso: Sarin, Soman, VX

A ratificação foi seguiu por três anos parado na destruição de armas químicas por causa da crise financeira russa de agosto de 1998.
A Rússia cumpriu as suas obrigações do tratado, destruindo 1% dos seus agentes químicos pelo prazo da Convenção sobre as Armas Químicas em 2002 mas solicitou assistência técnica e financeira e extensões nos prazos de 2004 e 2007, devido aos desafios ambientais na eliminação de resíduos químicos. Este procedimento de extensão explicitada no tratado tem sido utilizada por outros países, incluindo os Estados Unidos. O prazo estendido para a destruição completa ate abril de 2012 não foi cumprido. Em outubro de 2011, a Rússia destruiu 57% de seu estoque. A Rússia também destruiu toda a sua categoria 2 (10.616 MTs) e categoria 3 de produtos químicos.
A Rússia tem armazenado as armas químicas (ou os produtos químicos necessários) que declarou dentro do CWC em 8 locais: em Gorny (Oblast de Saratov) (2,9% do estoque declarado) e Kambarka (República da Udmúrtia) (15,9%) estoques que já foram destruídos. Em Shchuchye (Oblast de Kurgan) (13,6%), Maradykovsky (Oblast de Kirov) (17,4%) e Leonidovka (Oblast de Penza) (17,2%) destruição em andamento, enquanto as instalações estão em construção em Pochep (Oblast de Briansk) (18,8%) e Kizner (República da Udmúrtia) (14,2%).

### Agente Novichok
Além das armas químicas declaradas nos termos da convenção, a Rússia deverá estar na posse de uma série de agentes nervosos desenvolvidos nos anos 70 e 80, alguns dos quais são de uma ordem de magnitude mais letal (com base nos testes de exposição de DL50) do que VX (o agente com o menor DL50 no arsenal dos Estados Unidos).

### Proliferação
A Rússia tem um número de fábricas para a destruição de seu arsenal de armas químicas: Gorny em Oblast de Saratov, Kambarka em Udmúrtia, Leonidovka em Oblast de Penza, Maradykovsky em Oblast de Kirov, Shchuchye em Oblast de Kurgan e o mais recente Pochep em Oblast de Briansk a 70 km da fronteira com a Ucrânia, construído com recursos da Itália, em conformidade com o acordo assinado entre os dois países. Em julho de 2013, o Ministro da Indústria e Comércio Denis Manturov no gabinete do Dmitri Medvedev disse que a última instalação de eliminação química russa em Kizner, Udmúrtia, deve ser construída no devido tempo, em dezembro de 2013.